# Elektrometer
Elektrometer, ett instrument som används för att mäta elektrisk laddningsmängd och elektrisk potentialskillnad. Namnet används för flera olika typer av instrument.
Det finns många olika typer, allt från historiska handgjorda mekaniska instrument till elektroniska enheter med hög precision. Moderna elektrometrar baserade på vakuumrör eller solid-state-teknik kan användas för att göra spännings- och laddningsmätningar med mycket låga läckströmmar, ner till 1 femtoampere. Ett enklare men relaterat instrument, elektroskopet, fungerar enligt liknande principer men anger bara de relativa storleken på spänningar eller laddningar. Mekanismen vidareutvecklades under 1800-talet till "elektrostatiska voltmetrar" med visare och graderad skala.
En femtoampere motsvarar omkring 6 200 elektroner per sekund. Den strömmen är så ringa att slumpbeteendet hos varje enstaka ledningselektron bidrar till en observerbar och oundviklig fluktuation i strömmen, brus, vilket sätter en gräns för vad som är möjligt att mäta. 

## Historiska elektrometrar

### Bladguldselektroskop

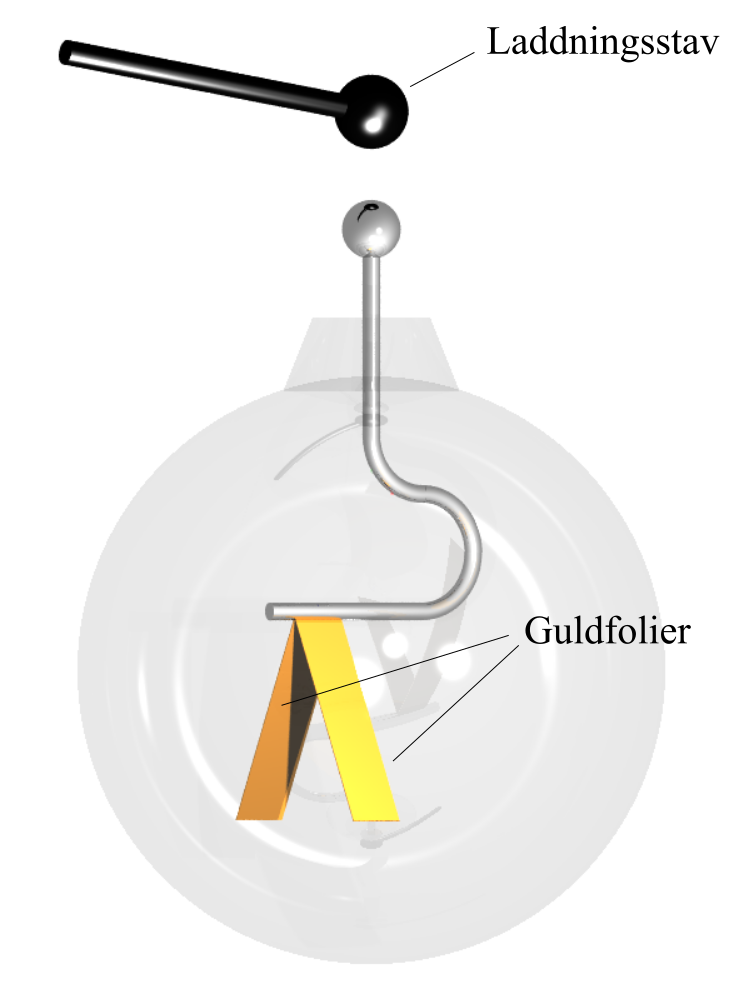
Elektrometer med remsor av guldblad. Då bladen har likadana laddningar repellerar bladen varandra och vinkeln mellan bladen är ett mått på laddningens storlek. Elektrometern kan laddas med en stav

Bladguldelektroskopet var ett av instrumenten som användes för att indikera elektrisk laddning. Det används fortfarande för vetenskapliga demonstrationer men har ersatts i de flesta tillämpningar av elektroniska mätinstrument. Instrumentet består av två tunna blad av guldfolie upphängda i en elektrod. När elektroden laddas genom induktion eller genom kontakt, får bladen liknande elektriska laddningar och stöter bort varandra på grund av Coulombkraften. Deras separation är en direkt indikation på nettoladdningen som lagras på dem. På glaset mittemot bladen kan bitar av metallfolie klistras, så att när bladen divergerar helt kan de avladdas till jorden. Bladen kan vara inneslutna i en glasbehållare för att skydda dem från drag och behållaren kan evakueras för att minimera laddningsläckage. Denna princip har använts för att detektera joniserande strålning, vilket kan ses i kvartsfiberelektrometern och Kearny nedfallsmätare.
Denna typ av elektroskop fungerar vanligtvis som en indikator och inte en mätanordning, även om den kan kalibreras. En kalibrerad elektrometer med en mer robust aluminiumindikator uppfanns av Ferdinand Braun och beskrevs först 1887. Enligt Braun är standardguldbladelektrometern bra upp till cirka 800 V med en upplösning på 0,1 V med en okulär mikrometer. För större spänningar upp till 4–6 kV kan Brauns instrument uppnå en upplösning på 10 V.
Instrumentet utvecklades på 1700-talet av flera forskare, bland dem Abraham Bennet (1787) och Alessandro Volta.

### Tidig kvadrantelektrometer

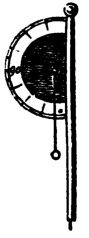
Tidig kvadrantelektrometer.

Medan termen "kvadrantelektrometer" så småningom hänvisade till Kelvins version, användes denna term först för att beskriva en enklare enhet. Den består av en upprätt stam av trä, på vilken är fäst vid en halvcirkel av elfenben. Från mitten hänger en lätt korkkula på en pivå. När instrumentet placeras på en laddad kropp deltar stammen och stöter bort korkkulan. Mängden repulsion kan avläsas från den graderade halvcirkeln, även om den uppmätta vinkeln inte står i direkt proportion till laddningen. Tidiga uppfinnare inkluderade William Henley (1770) och Horace-Bénédict de Saussure.
Modernare former av elektrometrar innehåller en förstärkare byggd med specialutvecklade elektronrör eller halvledarkretsar och med extremt hög ingångsresistans. Med dessa kan man indikera så låga strömmar som någon femtoampere, fA, 10-15 ampere. En sådan strömmätarkrets, kompletterad med några ytterligare komponenter, kan användas som mätinstrument för låga spänningar (millivolt) och laddningar (femtocoulomb) samt för höga resistanser (1 000 teraohm, 1015 Ω, 1 petaohm, 1 PΩ).

### Coulombs elektrometer

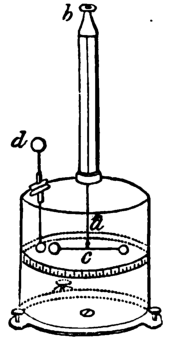
Coulombelektrometer

Torsion används för att ge en mätning som är känsligare än avstötning av guldblad eller korkkulor. Den består av en glascylinder med ett glasrör ovanpå. I rörets axlar finns en glastråd, den nedre änden av denna håller en stång av gummilack, med en förgylld märgkula vid varje ände. Genom en annan öppning på cylindern kan en annan gummilackstav med förgyllda kulor införas. Detta kallas bärarstaven.
Om den nedre kulan på bärstången laddas när den förs in i öppningen kommer denna att stöta bort en av de rörliga kulorna inuti. Ett index och en skala (ej på bilden) är fästa på toppen av den vridbara glasstaven. Antalet grader som vrids för att föra ihop bollarna igen är i exakt proportion till mängden laddning av kulan på bärstaven.
Francis Ronalds, den tillträdande direktören för Kew Observatory, gjorde viktiga förbättringar av Coulombs torsionsbalans runt 1844 och det modifierade instrumentet såldes av Londons instrumenttillverkare. Ronalds använde en tunn upphängd nål snarare än gummistången och ersatte bärstången med en fast bit i nålens plan. Båda var av metall, liksom upphängningslinan och dess omgivande rör, så att nålen och den fasta biten kunde laddas direkt genom trådanslutningar. Ronalds använde också en Faraday-bur och testade fotografering för att registrera avläsningarna kontinuerligt. Det var föregångaren till Kelvins kvadrantelektrometer (beskrivs nedan).

### Bohnenbergers elektroskop
Bohnenbergers elektroskop, utvecklat av J. G. F. von Bohnenberger från en uppfinning av T. G. B. Behrens, består av ett enda bladguldsband hängande vertikalt mellan anoden och katoden på en torrstapel. En laddning som tillförs bladguldet får det att röra sig mot den ena eller andra polen. Därigenom kan laddningens tecken såväl som dess ungefärliga storlek mätas.

## Kelvins kvadrantelektrometer
Utvecklad av Lord Kelvin, är detta den mest känsliga och exakta av alla mekaniska elektrometrar. Den ursprungliga konstruktionen använder en lätt aluminiumsektor upphängd inuti en trumma uppskuren i fyra segment. Segmenten är isolerade och kopplade diagonalt i par. Den laddade aluminiumsektorn attraheras av ett par segment och stöts bort från det andra. Avböjningen observeras av en ljusstråle som reflekteras från en liten spegel fäst vid sektorn, precis som i en galvanometer.
En mer känslig form av kvadrantelektrometer utvecklades av Frederick Lindemann. Den använder en metallbelagd kvartsfiber istället för en aluminiumsektor. Böjningen mäts genom att observera fiberns rörelse under ett mikroskop.
Vissa mekaniska elektrometrar var inrymda i en bur som ofta kallas en "fågelbur". Detta är en form av Faradaybur som skyddade instrumentet från externa elektrostatiska laddningar.

### Elektrograf
Elavläsningar kan registreras kontinuerligt med en anordning som kallas en elektrograf. Francis Ronalds skapade en tidig elektrograf runt 1814 där den föränderliga elektriciteten gjorde ett mönster i en roterande hartsbelagd platta. Den användes vid Kew Observatory och Royal Observatory, Greenwich på 1840-talet för att skapa register över variationer i atmosfärisk elektricitet. År 1845 uppfann Ronalds fotografiska medel för att registrera atmosfärens elektricitet. Den ljuskänsliga ytan drogs långsamt förbi bländarbländaren på kameralådan, som också inrymde en elektrometer, och fångade pågående rörelser av elektrometerindexen som ett spår. Kelvin använde liknande fotografiska medel för sin kvadrantelektrometer (se ovan) på 1860-talet.

## Moderna elektrometrar
En modern elektrometer är en mycket känslig elektronisk voltmeter vars ingångsimpedans är så hög att strömmen som flyter in i den kan anses för de flesta praktiska ändamål vara noll. Det faktiska värdet på ingångsresistansen för moderna elektroniska elektrometrar är cirka 1014 Ω, jämfört med cirka 1010 Ω för nanovoltmetrar. På grund av den extremt höga ingångsimpedansen måste speciella designöverväganden (som drivvakter och speciella isoleringsmaterial) tillämpas för att undvika läckström. 

### Vibrerande reedelektrometrar
Vibrerande tungelektrometrar använder en variabel kondensator bildad mellan en rörlig elektrod (i form av en vibrerande tung) och en fast ingångselektrod. Eftersom avståndet mellan de två elektroderna varierar varierar också kapacitansen och elektrisk laddning tvingas in och ut ur kondensatorn. Den växelströmssignal som produceras av flödet av denna laddning förstärks och används som en analog för likspänningen som appliceras på kondensatorn. DC-ingångsresistansen hos elektrometern bestäms enbart av kondensatorns läckresistans och är vanligtvis extremt hög (även om dess AC-ingångsimpedans är lägre).
För enkelhetens skull är den vibrerande reed-enheten ofta fäst med en kabel till resten av elektrometern. Detta gör att en relativt liten enhet kan placeras nära laddningen som ska mätas medan den mycket större reed-drivrutinen och förstärkarenheten kan placeras varhelst det är lämpligt för operatören.

### Ventilelektrometrar
Ventilelektrometrar använder ett specialiserat vakuumrör (termionisk ventil) med en mycket hög förstärkning (transkonduktans) och ingångsresistans. Inströmmen tillåts flöda in i högimpedansnätet och spänningen som genereras på detta sätt förstärks avsevärt i anodkretsen (plattan). Ventiler konstruerade för elektrometeranvändning har läckströmmar så låga som några femtoampere (10−15 ampere). Sådana ventiler måste hanteras med handskar eftersom de salter som lämnas kvar av huden på glashöljet kan ge läckagevägar för dessa små strömmar.
I en specialiserad krets som kallas inverterad triod, är rollerna för anod och rutnät omvända. Detta placerar kontrollelektroden på ett maximalt avstånd från rymdladdningsområdet som omger glödtråden, vilket minimerar antalet elektroner som samlas upp av kontrollelektroden och minimerar således inströmmen.

### Solid-state-elektrometrar
De modernaste elektrometrarna består av en halvledarförstärkare som använder en eller flera fälteffekttransistorer, anslutningar för externa mätenheter och vanligtvis en display och/eller dataloggningsanslutningar. Förstärkaren förstärker små strömmar så att de lättare kan mätas. De externa anslutningarna är vanligtvis av koaxiell eller tri-axiell design, och tillåter anslutning av dioder eller joniseringskammare för mätning av joniserande strålning. Displayen eller dataloggningsanslutningarna gör att användaren kan se data eller registrera dem för senare analys. Elektrometrar konstruerade för användning med joniseringskammare kan ha en högspänningskälla, som används för att förspänna joniseringskammaren.
Solid-state-elektrometrar är ofta mångsidiga enheter som kan mäta spänning, laddning, motstånd och ström. De mäter spänning med hjälp av "spänningsbalansering", där inspänningen jämförs med en intern referensspänningskälla med hjälp av en elektronisk krets med mycket hög ingångsimpedans (i storleksordningen 1014 Ω). En liknande krets modifierad för att fungera som en ström-till-spänning-omvandlare gör det möjligt för instrumentet att mäta strömmar så små som några femtoampere. I kombination med en intern spänningskälla kan strömmätningsläget anpassas för att mäta mycket höga resistanser i storleksordningen 1017 Ω. Slutligen, genom beräkning från den kända kapacitansen hos elektrometerns ingångsterminal, kan instrumentet mäta mycket små elektriska laddningar, ner till en liten bråkdel av en picoculomb.